# Ernst Borsig

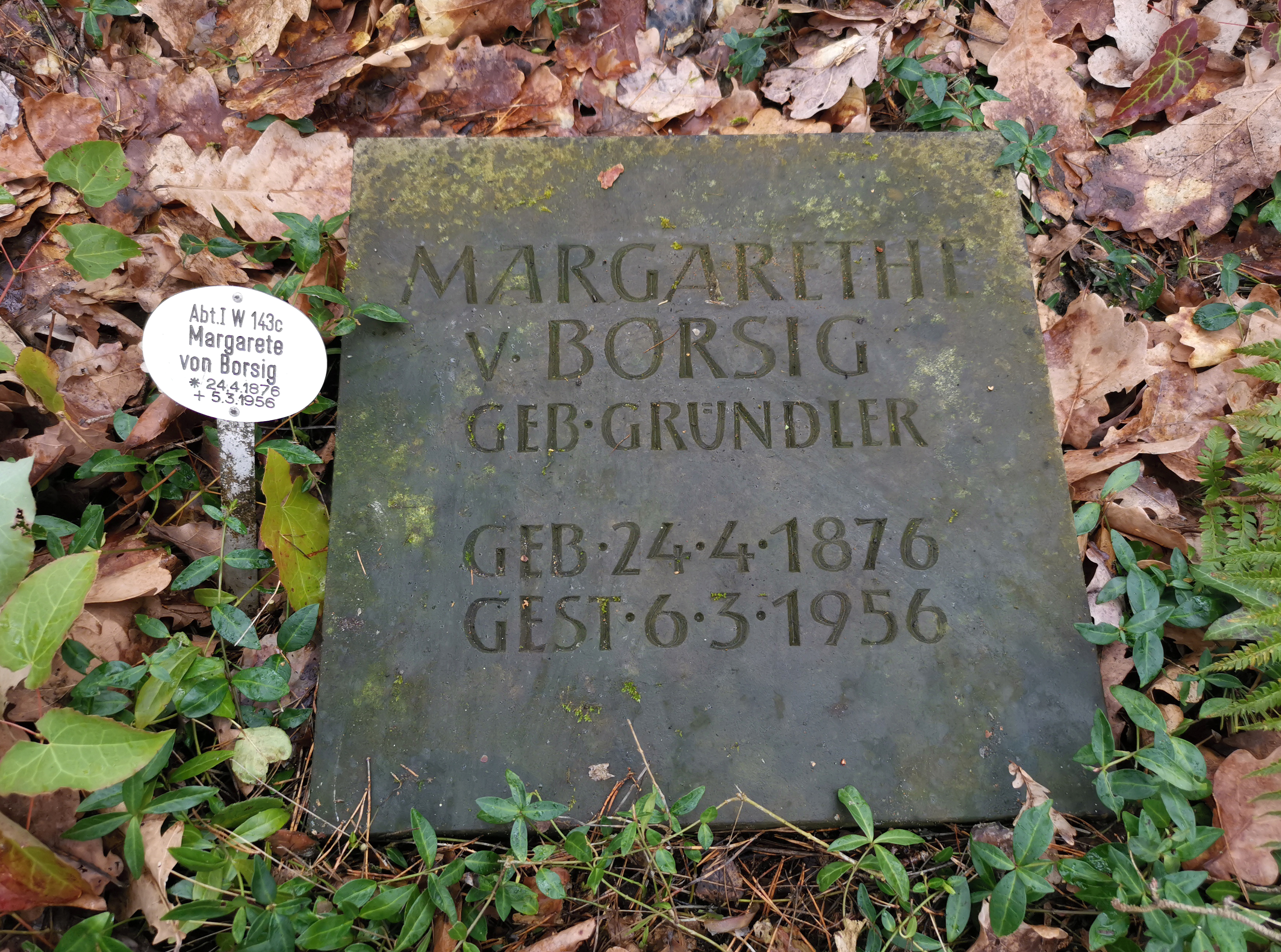
Grab der Ehefrau Margarethe Borsig auf dem Waldfriedhof Zehlendorf

Ernst August Paul Borsig, ab 1909 von Borsig (* 13. September 1869 in Berlin-Moabit; † 6. Januar 1933 auf Gut Groß Behnitz, Landkreis Havelland, Brandenburg), Dr.-Ing. h. c., Geheimer Kommerzienrat, war ein deutscher Großindustrieller, Vorsitzender der Vereinigung der Deutschen Arbeitgeberverbände (heute BDA) und des Reichsverbandes der Deutschen Industrie. Mit seinen Brüdern Arnold und Conrad leitete er die 1837 von seinem Großvater August Borsig gegründeten Borsigwerke in Berlin.

## Leben

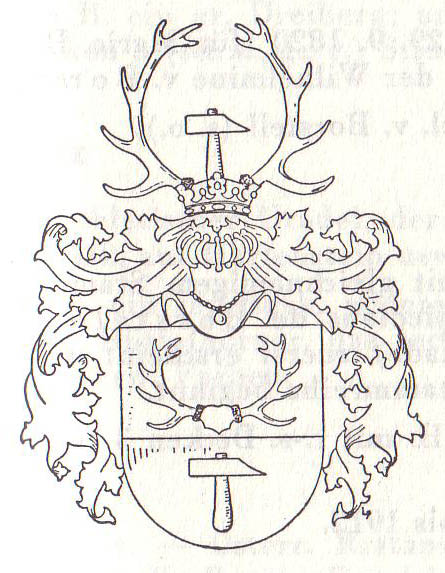
Das Wappen der Familie von Borsig (1909)

Borsig legte 1889 in Berlin das Abitur ab und absolvierte anschließend eine anderthalbjährige technische Ausbildung in der Maschinenbau-Anstalt A. Borsig. Anschließend studierte er an der Rheinischen Friedrich-Wilhelms-Universität und der Technischen Hochschule Charlottenburg. 1890 wurde er Mitglied des Corps Hansea Bonn.
Da die drei Brüder beim Tode ihres Vaters Albert Borsig (1829–1878) noch Kinder waren, leitete zunächst ein Kuratorium aus leitenden Angestellten das Unternehmen, bevor die Brüder 1894 die Unternehmensführung übernahmen. Ernst Borsig hatte – nach dem Unfalltod von Arnold Borsig bei einem Grubenunglück in der Hedwigswunsch-Grube in Biskupitz-Borsigwerk in der Provinz Schlesien – maßgeblichen Anteil an der Umsiedlung der Moabiter Werkstätten nach Berlin-Tegel. Zu diesem Zweck besuchte er eine Anzahl bekannter Fabriken im In- und Ausland, einige seiner technischen Beamten entsandte er zu ausgedehnten Studienreisen nach England und Amerika. Daraus entstanden die Entwürfe für das neue Werk, das nach seiner Fertigstellung 1898 ein Berliner Wahrzeichen wurde. Durch die gemeinsame Leitung des Unternehmens mit seinem Bruder Conrad von Borsig entwickelte sich die patriarchalische Führung zum modernen Management.
1898 heiratete er Margarete Gründler. Sie hatten vier Kinder: Karl Albert Arnold (1899), Margret (1900), Annelise (1902) und Ernst von Borsig jun. (1906).
Nach 1900 ließ er die Villa Borsig auf Reiherwerder am Tegeler See erbauen, die erste Villa wurde 1908 fertiggestellt.
1910/1911 gehörte Ernst von Borsig mit einem Vermögen von 22 Millionen Mark (1871) zu den 60 reichsten Männern im Königreich Preußen. Er war maßgeblich an der Bildung der Zentralarbeitsgemeinschaft der industriellen und gewerblichen Arbeitgeber und Arbeitnehmer beteiligt. Er war Vorsitzender des Vereins Berliner Metallindustrieller (1906–1932), Ausschussmitglied des Centralverbandes deutscher Industrieller, seit seiner Gründung im Februar 1919 Präsidialmitglied des Reichsverbandes der Deutschen Industrie und von 1920 bis 1933 Präsident des Gesamtverbands der Arbeitgeberverbände der Metall- und Elektro-Industrie. Von 1924 bis 1931 war er Vorsitzender der Vereinigung der Deutschen Arbeitgeberverbände (heute Bundesvereinigung der Deutschen Arbeitgeberverbände). Von 1923 bis 1934 war er auch Präsident des Vereins deutscher Maschinenbau-Anstalten. Er war Mitglied im Club von Berlin. Außerdem war er Vorsitzender der 1926 gegründeten Stega, einer geheimen Rüstungsorganisation. Er gehörte auch dem Verein Deutscher Ingenieure (VDI) und dem Berliner Bezirksverein des VDI an.
Nachdem der Lokomotivbau 1931 an die AEG verkauft worden war, musste die A. Borsig GmbH am Ende dieses Jahres ihre Zahlungen einstellen. Die Familie schied aus dem Unternehmen aus. Ernst von Borsig zog sich auf sein Gut Groß Behnitz im Havelland zurück, wo er wie sein Vater in der Familiengrabstätte seine letzte Ruhe fand.

## Haltung zur Wirtschafts- und Sozialpolitik
Borsig vertrat in der Wirtschafts- und Sozialpolitik eine liberale und bisweilen sozialdarwinistische Auffassung. So schrieb er im Jahr 1932:

„Es kann sein, daß ohne die vom Staat ausgeübte Fürsorge vielleicht 50.000 Menschen zu Grunde gehen, die mit Hilfe dieser Fürsorge mit dem Leben fertig werden. Es kann aber auch sein, daß, wenn diese Fürsorge nicht bestünde, vielleicht 4-5000 andere Menschen ihre Tatkraft und Fähigkeit in solchem Maße entwickeln würden, daß dies - rein wirtschaftlich betrachtet - noch wichtiger wäre. Vielleicht würden nämlich diese 4-5000 Menschen in der Lage sein, Werte zu schaffen, und vielleicht würden sie sogar in der Lage sein, durch ihre erhöhten Leistungen auch jene mit durchzuschleppen.“

Nach dem Ersten Weltkrieg unterstützte er finanziell die Freikorps (z. B. die Brigade Ehrhardt). Im Januar 1919 war er maßgeblich an der Gründung eines Antibolschewistenfonds beteiligt. Er war Mitglied der 1922 gegründeten Gäa, die rechte Massenpropaganda organisierte. Ebenfalls ab 1922 wurde er einer der bedeutendsten Geldgeber der NSDAP. Er lernte Hitler bei dessen Rede vor dem Berliner Nationalklub von 1919 kennen. Er traf sich mehrmals mit ihm und begann unter seinen industriellen Freunden für die Hitler-Bewegung zu werben und für die NSDAP Geld zu sammeln. Über seine Motivation die NSDAP zu unterstützen, schrieb Borsig am 12. März 1927 im „Berliner Tageblatt“:

„Ich glaube in Hitler einen Mann gefunden zu haben, der dazu beitragen könne, durch die von ihm ins Leben gerufene Bewegung die Kluft zwischen den verschiedenen Volksschichten, insbesondere durch die Wiederbelebung der nationalen Gesinnung der Arbeiterschaft, zu überbrücken.“

Mit dieser hitlerfreundlichen Haltung unterschied er sich von den meisten Großindustriellen in der Weimarer Republik; aber noch vor 1933 rückte er von ihr ab. Im November 1932 gehörte er zu den 339 Unterzeichnern des Wahlaufrufs „Mit Hindenburg für Volk und Reich“. Der Aufruf unterstützte das Kabinett Papen und wandte sich gegen die NSDAP.

## Ehrungen
- Kommerzienrat (1902)
- Nobilitierung durch Wilhelm II. als König von Preußen (27. Januar 1909)[11]
- Geh. Kommerzienrat (1912)
- Dr.-Ing. e. h. der TH Breslau (1918)